# Коронавірусна хвороба 2019 у Європі
Епідемія коронавірусної хвороби 2019 у Європі — це поширення пандемії коронавірусної хвороби 2019 на територію Європи. Перший випадок коронавірусної хвороби в Європі зареєстрований 21 січня 2020 року у французькому місті Бордо, після чого хвороба розпочала швидко поширюватися по території континенту. До 17 березня 2020 року кожна країна Європи підтвердила випадок хвороби, і всі повідомили про принаймні одну смерть, за винятком Ватикану.
Італія була першою європейською країною, яка пережила великий спалах на початку 2020 року, ставши першою країною в усьому світі, яка запровадила загальнонаціональний карантин. 13 березня 2020 року Всесвітня організація охорони здоров'я оголосила Європу епіцентром пандемії, цей стан тривав до 22 травня, коли ВООЗ оголосила, що її наздогнала Південна Америка. Станом на 18 березня 2020 року локдауни, запроваджені в Європі, торкнулися понад 250 мільйонів осіб. Незважаючи на запровадження вакцинації проти COVID-19, наприкінці 2021 року Європа знову стала епіцентром пандемії. 11 січня 2022 року регіональний директор ВООЗ у Європі доктор Ганс Клюге заявив, що «понад 50 % населення регіону буде інфіковано штамом Омікрон протягом наступних 6—8 тижнів».
Оскільки спалах став великою кризою в Європі, заходи на національному рівні та в Європейському Союзі призвели до дебатів щодо обмежень громадянських свобод і ступеня солідарності Європейського Союзу.
Станом на 20 травня 2022 року Європа була найбільш постраждалим континентом у світі. Найбільш постраждалими країнами Європи були Франція, Німеччина, Велика Британія та Росія.

## Порівняння між країнами
У березні 2022 року журнал «The Lancet» опублікував дослідження, у якому порівнював надлишкові показники смертності на 100 тисяч населення в 191 країні світу за перші два роки пандемії (2020 та 2021). Дослідження показало, що серед основних західноєвропейських країн найвищі показники надлишкової смертності мали Італія (227), Португалія (202), Іспанія (187), Бельгія (147) і Нідерланди (140). Рівень нижче 140 був на рівні 127 у Великій Британії, 124 у Франції, а в Німеччині 121 — різниця між цими трьома статистично незначуща — і що Ірландія (13) і скандинавські країни мали нижчі показники надлишкової смертності.
У 2020 році економічна активність знизилася майже на 4 % у більшості субрегіонів Європи, що було аналогічно середньосвітовому показнику в 3,2 %. Однак була помітна різниця між країнами. Високий рівень зараження та смертності від пандемії в країнах Західних Балкан, Східного партнертства, та Центральної і Східної Європи означав, що вони зіткнулися з глибшою рецесією.
З 2019 по 2020 рік також спостерігалася різниця в тому, як країни ЄС адаптувалися до нових правил COVID-19, однією з яких була робота вдома. За цей час частка підприємств ЄС, які використовують у своїй діяльності передові цифрові технології, різко зросла. З 2020 по 2021 рік цей відсоток залишався відносно стабільним, досягнувши 61 % у 2021 році порівняно з 63 % у 2020 році та 58 % у 2019 році.
З початку 2020 року підприємства ЄС, які застосовували передові цифрові технології та інвестували в цифрові технології під час пандемії, збільшили кількість працівників. Кількість нецифровізованих підприємств, які скоротилися, також була більшою, ніж частка нецифровізованих компаній, які мали позитивне зростання кількості робочих місць. Нецифровізовані компанії мали негативний чистий баланс зайнятості.
Чехія була найефективнішою країною ЄС з використання передових цифрових технологій під час пандемії. Фінляндія була найефективнішою країною ЄС з точки зору цифрової інфраструктури та використання формального стратегічного моніторингу бізнесу. Австрія лідирувала за впровадженням цифрових технологій під час пандемії COVID-19. Кіпр був лідером з інвестицій у програмне забезпечення та дані. Швеція вклала найбільше інвестицій у цифрове навчання своїх співробітників.

## Статистика за країнами та територіями

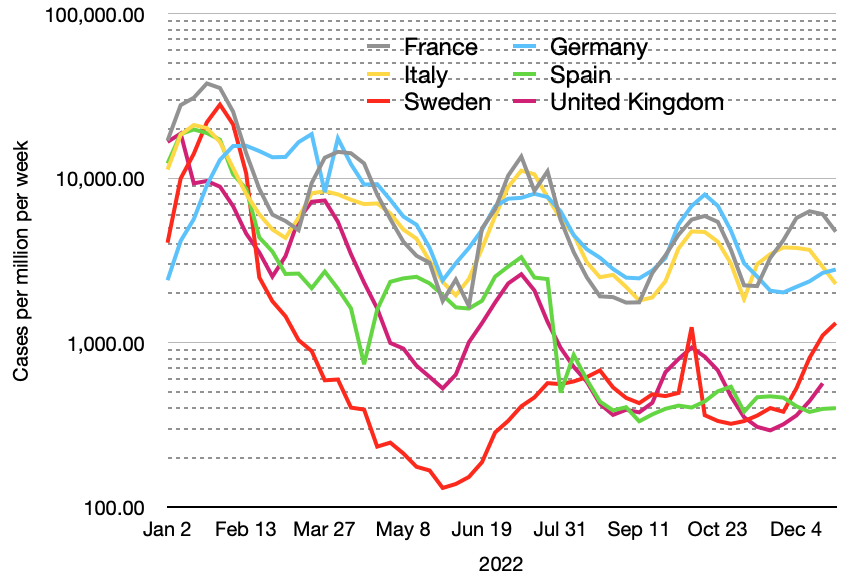
Щотижнева кількість діагностованих випадків COVID-19 на мільйон жителів у основних країнах Західної Європи. Відображається в напівлогарифмічному масштабі, починаючи з 2021 року.

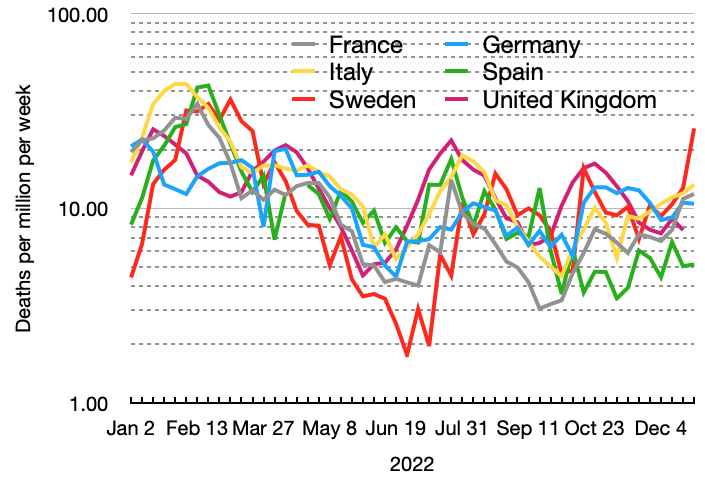
Щотижнева кількість смертей на мільйон жителів від COVID-19 у основних країнах Західної Європи. Це показує суттєво різну картину смертності в Німеччині та Швеції.

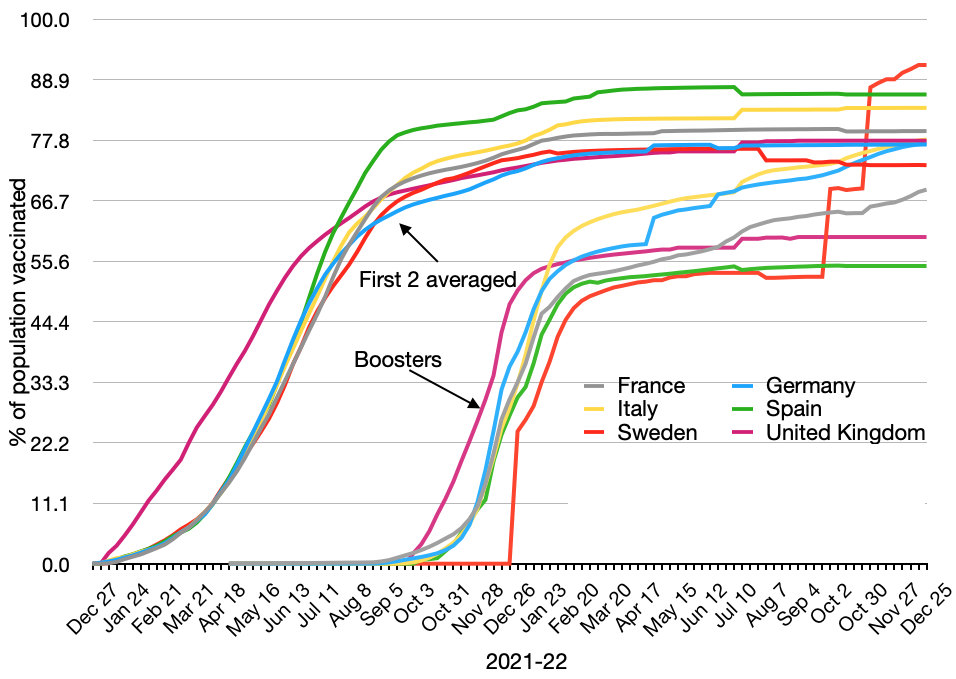
Відсоток людей, повністю вакцинованих проти COVID-19 у основних країнах Західної Європи протягом 2021 року.

| Країна/територія     | Тести         | Зареєстровані випадки | Зареєстровані смерті | Зареєстрована кількість смертей на 1 млн. населення | Надлишкова смертність на 1 млн населення в 2020 і 2021 роках | Одужання    | Посилання               |
| -------------------- | ------------- | --------------------- | -------------------- | --------------------------------------------------- | ------------------------------------------------------------ | ----------- | ----------------------- |
| Албанія              | 1,529,669     | 334,002               | 3,604                | 1,218                                               | 3,465                                                        | 330,233     | [ 26 ] [ 27 ]           |
| Андорра              | 249,838       | 48,015                | 159                  | 1,974                                               | 2,055                                                        | 47,806      | [ 28 ]                  |
| Австрія              | 126,775,946   | 6,069,252             | 22,414               | 2,053                                               | 1,075                                                        | немає даних | [ 29 ] [ 30 ] [ 31 ]    |
| Білорусь             | 11,193,320    | 994,037               | 7,118                | 739                                                 | 4,831                                                        | 928,536     | [ 32 ] [ 33 ]           |
| Бельгія              | 27,823,927    | 4,795,081             | 34,268               | 2,722                                               | 1,466                                                        | немає даних | [ 34 ] [ 35 ] [ 36 ]    |
| Боснія і Герцеговина | 1,505,807     | 402,890               | 16,339               | 4,873                                               | 3,339                                                        | немає даних | [ 37 ] [ 38 ] [ 39 ]    |
| Болгарія             | 7,692,793     | 1,304,937             | 38,353               | 5,434                                               | 6,473                                                        | 1,265,384   | [ 40 ]                  |
| Хорватія             | 3,877,819     | 1,273,508             | 18,230               | 3,949                                               | 2,856                                                        | 1,254,895   | [ 41 ]                  |
| Кіпр                 | 9,477,138     | 660,854               | 1,364                | 871                                                 | 322                                                          | немає даних | [ 42 ] [ 43 ]           |
| Чехія                | 47,516,725    | 4,640,905             | 42,782               | 3,750                                               | 2,448                                                        | немає даних | [ 44 ] [ 45 ]           |
| Данія                | 110,395,437   | 3,412,445             | 8,599                | 1,100                                               | 941                                                          | немає даних | [ 46 ] [ 47 ]           |
| Естонія              | 2,590,874     | 618,218               | 3,001                | 1,938                                               | 2,267                                                        | 614,656     | [ 48 ] [ 49 ]           |
| Фарерські острови    | 657,000       | 34,658                | 28                   | 569                                                 | -                                                            | немає даних | [ 50 ] [ 51 ]           |
| Фінляндія            | 8,803,391     | 1,477,021             | 9,373                | 848                                                 | 808                                                          | немає даних | [ 52 ] [ 53 ] [ 54 ]    |
| Франція              | 188,795,159   | 38,961,098            | 163,120              | 2,270                                               | 1,242                                                        | немає даних | [ 55 ] [ 56 ] [ 57 ]    |
| Німеччина            | 89,622,218    | 38,413,078            | 173,473              | 1,663                                               | 1,205                                                        | немає даних | [ 58 ] [ 59 ] [ 60 ]    |
| Гібралтар            | 460,732       | 20,550                | 113                  | 3,029                                               | -                                                            | немає даних | [ 61 ] [ 62 ]           |
| Греція               | 50,386,399    | 6,025,776             | 36,811               | 2,908                                               | 1,271                                                        | немає даних | [ 63 ] [ 64 ] [ 65 ]    |
| Гернсі               |               | 35,326                | 41                   | -                                                   | -                                                            | 35,151      | [ 66 ]                  |
| Угорщина             | 9,285,125     | 2,201,824             | 48,765               | 4,845                                               | 2,978                                                        | 2,118,911   | [ 67 ] [ 68 ]           |
| Ісландія             | 1,425,512     | 209,191               | 260                  | 443                                                 | -478                                                         | no data     | [ 69 ]                  |
| Ірландія             | 11,785,169    | 1,711,233             | 8,905                | 1,566                                               | 125                                                          | no data     | [ 70 ]                  |
| Острів Мен           | 133,676       | 38,008                | 116                  | 1,246                                               | -                                                            | немає даних | [ 71 ] [ 72 ]           |
| Італія               | 148,159,131   | 25,828,252            | 190,080              | 2,777                                               | 2,274                                                        | 25,511,697  | [ 73 ]                  |
| Джерсі               |               | 66,391                | 161                  | -                                                   | -                                                            | 66,170      | [ 74 ]                  |
| Косово               |               | 273,872               | 3,206                | -                                                   | -                                                            | немає даних | [ 75 ] [ 76 ]           |
| Латвія               | 5,684,399     | 977,774               | 6,352                | 3,164                                               | 3,520                                                        | немає даних | [ 77 ] [ 78 ] [ 79 ]    |
| Ліхтенштейн          | 80,432        | 21,465                | 87                   | 2,217                                               | -                                                            | 16,199      | [ 80 ] [ 81 ]           |
| Литва                | 6,727,723     | 1,319,117             | 9,672                | 3,457                                               | 3,850                                                        | немає даних | [ 82 ] [ 83 ] [ 84 ]    |
| Люксембург           | 3,847,888     | 319,959               | 1,232                | 1,679                                               | 892                                                          | немає даних | [ 85 ] [ 86 ]           |
| Мальта               | 1,216,068     | 118,574               | 835                  | 1,638                                               | 899                                                          | немає даних | [ 87 ] [ 88 ]           |
| Молдова              | 2,478,148     | 620,418               | 12,113               | 2,877                                               | 2,452                                                        | no data     | [ 89 ] [ 90 ]           |
| Монако               | 54,960        | 16,760                | 67                   | 1,433                                               | 744                                                          | немає даних | [ 91 ] [ 92 ]           |
| Чорногорія           | 1,034,265     | 289,292               | 2,808                | 4,333                                               | 3,570                                                        | немає даних | [ 93 ] [ 94 ]           |
| Нідерланди           | 21,107,399    | 8,610,372             | 22,992               | 1,298                                               | 1,400                                                        | немає даних | [ 95 ] [ 96 ]           |
| Північна Македонія   | 1,659,878     | 348,215               | 9,676                | 4,472                                               | 5,836                                                        | немає даних | [ 97 ] [ 98 ] [ 99 ]    |
| Норвегія             | 9,447,282     | 1,483,639             | 5,435                | 583                                                 | 72                                                           | немає даних | [ 100 ] [ 101 ] [ 102 ] |
| Польща               | 27,922,598    | 6,515,598             | 119,585              | 3,081                                               | 2,972                                                        | 5,335,779   | [ 103 ] [ 104 ]         |
| Португалія           | 27,780,292    | 5,582,987             | 26,616               | 2,321                                               | 2,022                                                        | немає даних | [ 105 ] [ 106 ]         |
| Румунія              | 17,519,846    | 3,397,365             | 68,117               | 3,461                                               | 3,287                                                        | немає даних | [ 107 ] [ 108 ]         |
| Росія                | 242,900,000   | 22,900,755            | 398,736              | 2,602                                               | 3,746                                                        | 22,323,212  | [ 109 ]                 |
| Сан-Марино           | 109,538       | 24,210                | 125                  | 3,375                                               | 1,896                                                        | 23,160      | [ 110 ] [ 111 ]         |
| Сербія               | 7,418,399     | 2,538,665             | 18,036               | 1,857                                               | 2,289                                                        | немає даних | [ 112 ]                 |
| Словаччина           | 5,184,086     | 1,866,647             | 21,167               | 3,681                                               | 2,504                                                        | немає даних | [ 113 ]                 |
| Словенія             | 2,143,592     | 1,345,547             | 7,100                | 3,195                                               | 1,799                                                        | немає даних | [ 114 ] [ 115 ]         |
| Іспанія              | 66,213,858    | 13,845,825            | 120,964              | 2,289                                               | 1,867                                                        | немає даних | [ 116 ] [ 117 ]         |
| Швеція               | 15,268,363    | 2,707,174             | 24,124               | 1,860                                               | 912                                                          | немає даних | [ 118 ] [ 119 ]         |
| Швейцарія            | 14,772,127    | 4,404,134             | 13,680               | 1,591                                               | 931                                                          | немає даних | [ 120 ] [ 121 ] [ 122 ] |
| Туреччина            | 122,223,026   | 17,004,677            | 101,419              | 1,149                                               | 1,186                                                        | немає даних | [ 123 ] [ 124 ]         |
| Україна              | 16,956,514    | 5,538,357             | 112,210              | 2,513                                               | 2,217                                                        | no data     | [ 125 ] [ 126 ]         |
| Велика Британія      | 418,708,539   | 24,592,953            | 225,081              | 2,614                                               | 1,268                                                        | немає даних | [ 127 ] [ 128 ]         |
| Ватикан              |               | 29                    | 0                    | -                                                   | -                                                            | 29          | [ 129 ] [ 130 ]         |
| Всього/середнє       | 1,898,102,976 | 163,877,845           | 1,776,085            | 2,141                                               |                                                              |             |                         |

Згідно зі звітом ВООЗ від 30 серпня, наприкінці серпня 88 % смертей від COVID-19 в Європі були серед людей старше 65 років.

## Пандемія за країнами та територіями

### Албанія
Коронавірусна хвороба 2019 в Албанії вперше була зафіксована 8 березня 2020 року, коли двоє осіб — батько і син — захворіли на COVID-19 після того, як обидва повернулися з італійського міста Флоренція. Пізніше обидва чоловіки одужали.
21 грудня 2020 року міністр охорони здоров'я Огерта Манастирліу повідомила, що країна вирішила призупинити транспортне сполучення з Великої Британії до 6 січня 2021 року через нову мутацію COVID-19, яка передається швидше, ніж інші варіанти. Усі пасажири, які прибули з Великої Британії наземним транспортом, повинні були самоізолюватися на 14 днів після в'їзду. Призупинення польотів набуло чинності у вівторок, 22 грудня 2020 року.
Станом на 4 лютого 2023 року в Албанії було введено 3058102 дози вакцини проти COVID-19.

### Андорра
Коронавірусна хвороба 2019 в Андоррі вперше була зареєстрована 2 березня 2020 року в 20-річного чоловіка, який повернувся до країни з італійського міста Мілан. При загальній чисельності населення 77543 особи (станом на 31 грудня 2019 року) станом на 7 грудня 2020 року рівень інфікування становив 1 випадок на 11 жителів, а рівень смертності — 1 випадок на 994 жителя країни.

### Австрія
Кілька випадків коронавірусної хвороби в Австрії було підтверджено 25 лютого 2020 року. Цими хворими були 24-річний чоловік та 24-річної жінка, які прибули з італійської провінції Ломбардія, і проходили лікування в лікарні в Інсбруку. Згідно з новішими даними, оприлюдненими австрійською владою 23 червня, перший випадок у країні був зареєстрований в Ішглі в Тиролі 8 лютого.
Станом на 4 лютого 2023 року в країні загалом введено 20369447 доз вакцини.

### Білорусь
Перший випадок коронавірусної хвороби в Білорусі зареєстровано 28 лютого 2020 року в Мінську. Станом на 29 січня 2023 року в країні було введено 19047714 доз вакцини.

### Бельгія
Поширення коронавірусної хвороби 2019 у Бельгії призвело до 4797108 підтверджених випадків COVID-19 і 34298смертей.
Перший випадок хвороби в Бельгії було підтверджено 4 лютого 2020 року, коли повідомлено, що один із 9 бельгійців, репатрійованих з Уханя до Брюсселя, отримав позитивний тест на коронавірус. Місцева передача вірусу в Бельгії була підтверджена на початку березня; влада пов'язала це з відпочивальниками, які поверталися з Північної Італії після вихідних. Епідемія швидко наростала в березні–квітні 2020 року. До кінця березня у всіх 10 провінціях країни були зареєстровані випадки хвороби.
Відповідно до даних, зібраних Університетом Джона Гопкінса, до березня 2021 року Бельгія була третьою у світі за кількістю смертей від COVID-19 на душу населення. Однак Бельгія, ймовірно, завищувала кількість випадків, оскільки офіційні особи охорони здоров'я повідомляли, що повідомлялося про смерті підозрюваних на COVID-19 випадків разом із підтвердженими випадками. На відміну від деяких країн, які публікують дані, засновані в основному на підтверджених смертях у лікарнях, дані смертності, повідомлені бельгійською владою, включали випадки смерті в інших місцях, наприклад у будинках для людей похилого віку, які були підтверджені як спричинені коронавірусом, а також багато більша кількість таких смертей, які, ймовірно, спричинені коронавірусом, проте особа не пройшла тестування.

### Боснія і Герцеговина
Перший випадок коронавірусної хвороби в Боснії і Герцеговині зареєстровано 5 березня 2020 року, коли у хворого в Баня-Луці, який повернувся з Італії, підтвердився позитивний результат тесту на коронавірус. Пізніше того ж дня повідомлено про другий випадок хвороби, який був сином першого випадку. 21 березня повідомлено про першу в країні смерть від COVID-19 у лікарні в Бихачі. Цією хворою літня жінка, яка була госпіталізована два дні тому.
17 березня уряд Боснії і Герцеговини оголосив надзвичайний стан на всій території країни.
Боснія і Герцеговина мала один із найвищих показників смертності від COVID-19 у світі, а також один із найнижчих показників тестування в Європі.
Станом на 28 січня 2022 року в Боснії та Герцеговині було введено 1924950 доз вакцини проти COVID-19.

### Болгарія
Перші випадки коронавірусної хвороби в Болгарії були зареєстровано в 27-річного чоловіка із Плевена та в 75-річної жінки з Габрово 8 березня 2020 року. Жоден з них не прибув із місцевості, де до того реєструвались випадки коронавірусної інфекціїу, можливо, тому, що використаний ПЛР-тест був недійсний. У чоловіка позитивний результат на коронавірусну інфекцію виявлено після госпіталізації з приводу гострої респіраторної інфекції, після чого представники влади повідомили про наміри обстежити усіх контактних осіб із двома першими хворими. 8 березня виявлені ще 2 позитивні тести на коронавірус у Габрово та Плевені. Нульового пацієнта у Болгарії так і не виявили.
Після того, як кількість хворих у країні досягла 23, парламент Болгарії одноголосно проголосував за оголошення надзвичайного стану з 13 березня до 13 квітня. Запроваджено 14-денний профілактичний домашній карантин для громадян, які контактували з хворим на COVID-19 або повернулися з країн з великою кількістю хворих. Для хворих з позитивним результатом тесту на коронавірус запроваджено домашній карантин на 21 день. Цей проміжок часу відраховується з дня, коли наступний тест виявився негативним після лікування в лікарні або вдома. Після того, як Всесвітня організація охорони здоров'я встановила, що COVID-19 є більш стійким, ніж показували початкові дані, Національний кризовий штаб збільшив домашній карантин на тиждень до 28 днів. У зв'язку з постійним збільшенням числа хворих на COVID-19 уряд Болгарії 1 квітня попросив у парламента згоду на продовження надзвичайного стану в країні ще на 1 місяць, до 13 травня.
Станом на 5 лютого 2023 року в країні загалом введено 4612386 доз вакцини.

### Хорватія
25 лютого 2020 року в Хорватії підтвердили перший випадок коронавірусної хвороби у 26-річного чоловіка, який перебував у Мілані в Італії. 26 лютого було підтверджено 2 нових випадки, один з яких був братом-близнюком першого хворого. У березні 2020 року було зареєстровано низку випадків хвороби у багатьох хорватських містах. 12 березня було зареєстровано перше одужання, а 18 березня була підтверджена перша смерть від коронавірусу. 19 березня кількість зареєстрованих випадків перевищила 100, 21 березня — перевищила 200. 25 березня — перевищила 400, а 31 березня — перевищила 800. Поширення хвороби в Хорватії виникло під час головування Хорватії в Раді Європейського Союзу.
22 березня в Загребі, столиці Хорватії, стався сильний землетрус, що спричинило проблеми з дотриманням заходів соціального дистанціювання, встановлених урядом. Землетрус також відчувався на більшій частині території Хорватії, Боснії і Герцеговини, Угорщини, Словенії та Австрії.
За даними Оксфордського університету, станом на 24 березня Хорватія була країною з найжорсткішими у світі обмеженнями та заходами щодо зниження кількості заражених. Уряд створив вебсайт для отримання інформації про коронавірус і нову телефонну лінію 113, на якій волонтери відповідали на запитання.

### Кіпр
9 березня 2020 року на Кіпрі виявлено перші 2 випадки хвороби: один у Нікосії та один у Лімасолі. Кількість випадків хвороби досягла 500 у квітні, 1000 у липні, 4 тисячі у жовтні та 10 тисяч у листопаді.

### Чехія
Перший випадок хвороби в Чехії зареєстровано 1 березня 2020 року. Станом на 22 березня було зареєстровано 1120 випадків хвороби, з яких один хворий помер. 12 березня у Чехії запроваджено надзвичайний стан на 30 днів і заборонено в'їзд нерезидентам з Китаю, Південної Кореї, Ірану, Італії, Іспанії, Австрії, Німеччини, Швейцарії, Швеції, Великої Британії, Норвегії, Данії та Франції. У країні заборонили вхід у громадські місця без маски або прикриття носа і рота.

### Данія
27 лютого у Данії підтверджено перший випадок хвороби. Станом на 16 березня в Данії було 898 підтверджених випадків хвороби, у тому числі 11 на Фарерських островах.
Поступово в країні запроваджувалися велика кількість профілактичних заходів. Починаючи з 13 березня 2020 року, школи, університети та інші заклади були закриті, а більшість людей, які працювали не в закладах першої необхідності, були відправлені на роботу на дому. 14 березня кордони були закриті для в'їзду в країну, окрім громадян Данії, людей з посвідкою на проживання, людей з важливою причиною відвідування та транспортування товарів.

### Естонія
27 лютого 2020 року в Естонії підтвердився перший випадок хвороби в громадянина Ірану, який їхав з Ірану через Туреччину.
Станом на 11 березня в Естонії було 17 підтверджених випадків хвороби, 12 із них повернулися інфікованими з Північної Італії, один із Франції, один з Ірану та один із неповідомленої зони ризику. Перші два випадки місцевої передачі вірусу зареєстровані на острові Сааремаа після міжнародних змагань з волейболу за участю команди з Мілана.
З 12 березня вірус поширювався з місцевою передачею. Кількість інфікованих швидко зростала і 14 березня досягла 109.

### Фінляндія
Перший випадок коронавірусної хвороби у Фінляндії було зареєстровано 28 січня 2020 року. Станом на 21 липня в країні було понад 7 тисяч підтверджених випадків хвороби. Загалом на грудень 2020 року зареєстровано 433 смерті, пов'язані з хворобою.

### Франція
24 січня 2020 року в французькому місті Бордо підтвердили перший випадок хвороби в Європі. До кінця дня в Парижі підтвердили ще 2 випадки хвороби, всі вони походили з Китаю. У Верхній Савої було виявлено кластер захворювання, який походив від британського громадянина, який відвідав Сінгапур.
З 31 січня по 9 лютого майже 550 людей були репатрійовані з Уханя серією евакуаційних рейсів, які прибули на авіабазу Крей в Уазі та авіабазу Істр-Ле Тюбе в Істрі.
14 лютого 80-річний китайський турист помер у лікарні Біша-Клода Бернара в Парижі, ставши першим померлим від COVID-19 у Європі та Франції.
За словами президента регіональної ради Жана Роттнера, відправною точкою для першої великої хвилі поширення хвороби в Ельзасі стали збори протестантської вільної церкви «La Porte Ouverte» в Мюлузі в середині лютого з понад 2500 учасниками. 12 березня президент Франції Емманюель Макрон оголосив на громадському телебаченні, що всі школи та всі університети закриються з понеділка 16 березня на невизначений термін. Наступного дня прем'єр-міністр Едуар Філіпп заборонив зібрання понад 100 осіб, окрім громадського транспорту. За день прем'єр-міністр наказав закрити всі громадські місця не першої необхідності, включаючи ресторани, кафе, кінотеатри та дискотеки, починаючи з опівночі. Станом на 14 березня у Франції було зареєстровано 4499 підтверджених випадків хвороби (майже чотириразове збільшення порівняно з показником 5 днів тому) і 91 смерть.
Станом на 20 березня кількість підтверджених випадків зросла до 12612, а кількість смертей сягнула 450. Станом на 30 березня більше 600 лікарів та інших медичних працівників подали до суду на колишнього міністра охорони здоров'я та прем'єр-міністра за «злочинну недбалість» у нездатності підготуватися до епідемії.
До 1 квітня щоденне оновлення кількості смертей у Франції включало лише смерті в лікарнях, а смерті в будинках для пристарілих або вдома не включалося в оновлення. Смертність у будинках для пристарілих була включена до повідомленої кількості від 2 квітня, що призвело до значного збільшення загальної кількості померлих.
4 травня ретроактивне тестування зразків в одній з французьких лікарень виявило хворого, який мав COVID-19 ще 27 грудня, майже за місяць до того, як уряд Франції підтвердив перші випадки хвороби. За словами дослідників, які повідомили про відкриття, це вказує на те, що вірус був присутній у популяції задовго до перших підтверджених випадків, що також підтвердили американські дослідники. У липні 2020 року прем'єр-міністр Франції Жан Кастекс оголосив, що медичним працівникам підвищать зарплату на 9 мільярдів доларів за їхн зусилля під час пандемії коронавірусної хвороби.

### Німеччина
У Німеччині перший випадок COVID-19 був зареєстрований у землі Баварія 27 січня 2020 року. Кількість випадків за добу почала знижуватися після 8 квітня, але різко зросла в жовтні. Станом на 30 січня 2021 року було зареєстровано 2207393 випадки хвороби, з яких 56286 померли та 1930592 видужали. Летальність становила 2,5 %. Низький початковий рівень смертності в Німеччині порівняно з Італією та Іспанією спричинив обговорення та пояснення, які, серед іншого, посилаються на більшу кількість проведених у країні тестів, відсутність аналізів на COVID-19 під час розтину, та більшу частку позитивних випадків серед молодших людей. 28 березня 2020 року міністр фінансів уряду землі Гессен Томас Шефер покінчив життя самогубством. Прем'єр-міністр землі Фолькер Буфф'є сказав, що Шефер мав значне занепокоєння, зокрема щодо економічного тягаря, який пандемія COVID-19 накладе на населення.

### Гібралтар
Перший випадок хвороби в Гібралтарі було виявлено 4 березня 2020 року, до кінця липня було зареєстровано лише 187 випадків хвороби, потім у серпні кількість випадків збільшилась на 100, стільки ж нових випадків виявлено у вересні. 18 червня було випущено програму контактів «BEAT Covid Gibraltar».

### Греція
26 лютого 2029 року був підтверджений перший випадок хвороби у Греції, ним стала 38-річна жінка з Салонік, яка нещодавно відвідала Північну Італію. Наступного дня позитивний результат тестування на коронавірус отримали 9-річна дитина першої хворої та ще одна 40-річна жінка, яка прибула з Італії. Подальші випадки в Греції були в основному пов'язані з особами, які їздили до Італії, і групою паломників, які їздили до Ізраїлю та Єгипту, а також з особами, з якими вони контактували. Органи охорони здоров'я та органи влади видали вказівки та рекомендації щодо запобігання поширенню інфекції, а до цього моменту були вжиті заходи на місцевому рівні, що включали закриття шкіл і призупинення культурних заходів у постраждалих районах (зокрема Еліда, Ахая та Закінф). Першою підтвердженою смертю від COVID-19 у Греції став 66-річний чоловік, який помер 12 березня.
Станом на 27 липня 2020 року в Греції було зареєстровано 4227 підтверджених випадків хвороби, деякі з яких були виявлені серед туристів, які прибули в країну з середини червня, 202 смерті та 3562 одужання. Національна організація охорони здоров'я Греції у співпраці з місцевою владою та лікарями відстежувала та обстежувала всіх, хто мав тісний контакт із хворими. До 10 березня, коли в країні було 89 підтверджених випадків і жодної смерті, уряд вирішив призупинити роботу навчальних закладів усіх рівнів по всій країні, а потім, 13 березня, закрити всі кафе, бари, музеї, торгові центри, спортивні споруди та ресторани в країні. 16 березня всі роздрібні магазини також були закриті, а вся діяльність в усіх сферах релігійного культу будь-якої релігії чи вірування була призупинена. 18 і 19 березня уряд оголосив про запровадження низки заходів на суму понад 10 мільярдів євро для підтримки економіки, бізнесу та працівників.
22 березня 2020 року влада Греції оголосила про значне обмеження транспортного сполучення без життєвої необхідності та обмеження пересування по країні, починаючи з 6 ранку 23 березня. Починаючи з 4 травня 2020 року, Греція почала послаблювати свої карантинні обмеження після 42-денного карантину з поступовим скасуванням обмежень на пересування та відновленням ділової активності.

### Гернсі
9 березня було підтверджено перший випадок хвороби на території коронного володіння Гернсі. 27 травня було оголошено, що в бейлівіку не було відомих активних випадків хвороби. Протягом 129 днів на островах не було активних випадків хвороби до того, як 6 вересня прибулий із Великої Британії дав позитивний результат тестування на коронавірус.

### Угорщина
4 березня прем'єр-міністр Угорщини Віктор Орбан повідомив, що двоє іранських студентів були інфіковані коронавірусом. У студентів не було симптомів, їх доправили до лікарні Святого Ладіслава в Будапешті.

### Ісландія
Перший випадок хвороби був підтверджений в Ісландії 28 лютого 2020 року, ним став 40-річний ісландець, який перебував на лижному курорті в Андало в Північній Італії, та повернувся додому 22 лютого.
Департамент цивільного захисту та управління з надзвичайних ситуацій Ісландії 6 березня оголосило надзвичайний стан після того, як було підтверджено 2 випадки місцевої передачі коронавірусу в Ісландії, в результаті чого загальна кількість підтверджених випадків досягла 43. 13 березня про це було повідомлено на офіційному сайті департаменту. На прес-конференції було заявлено про те, що чотиритижнева заборона на публічні збори понад 100 осіб буде введена в дію з понеділка, 16 березня. Університети та середні школи будуть закриті на 4 тижні. Міжнародні аеропорти та порти залишаться звільненими від цих заходів.

### Ірландія
Національна група з надзвичайних ситуацій у галузі охорони здоров'я Ірландії повідомила про перший випадок хвороби в Республіці Ірландія 29 лютого 2020 року в студента зі сходу країни, який приїхав з Північної Італії. 3 березня було підтверджено другий випадок хвороби в жінки на сході країни, яка була в Північній Італії. Заходи для боротьби з поширенням хвороби включали скасування парадів до Дня Святого Патрика та всіх фестивалів. 11 березня літній хворий у загальній лікарні міста Нейс у графстві Кілдер став першим померлим в Ірландії від коронавірусу. 12 березня тишех Лео Варадкар оголосив про закриття всіх шкіл, коледжів і дитячих закладів. 20 березня президент країни Майкл Гіґґінс підписав закон про надзвичайну ситуацію, який дає державі дозвіл затримувати людей, обмежувати подорожі та тримати населення на домашньому карантині, щоб допомогти боротися з поширенням хвороби. Станом на 21 лютого 2022 року міністерство охорони здоров'я країни підтвердило 1276778 випадків хвороби та 6443 смерті.

### Італія
31 січня 2020 перші 2 випадки хвороби в Італії були підтверджені в Римі. Двоє китайських туристів, які прибули до Мілана 23 січня через міланський аеропорт Мальпенза та поїхали до Риму на туристичному автобусі, дали позитивний результат тестування на коронавірус, і були госпіталізовані до Національного інституту інфекційних захворювань імені Ладзаро Спалланцані.
6 лютого один з італійців, репатрійований з китайського міста Ухань, дав позитивний результат тестування на коронавірус, внаслідок чого загальна кількість випадків хвороби в Італії зросла до 3. 22 лютого репатрійований італієць одужав і був виписаний з лікарні. 22 і 26 лютого двоє китайських туристів, госпіталізованих у Римі, отримали негативний результат тестування.
21 лютого було виявлено групу випадків хвороби, початково з 16 підтверджених випадків, у Ломбардії, з новими 60 випадками 22 лютого, та першими смертельними випадками в Італії, зареєстрованими в той же день. Станом на кінець лютого Італія постраждала від пандемії COVID-19 сильніше, ніж будь-яка інша країна в ЄС.
Станом на 17 березня 2020 року в країні було зареєстровано 2503 смерті та 31506 підтверджених випадків хвороби. Згідно з даними служби цивільного захисту, станом на 15 травня 2020 року було зареєстровано 223885 випадків хвороби і 31610 смертей.
3 червня Італія знову відкрила свої кордони для жителів ЄС і скасувала обмеження на поїздки.
13 липня 2020 року завідувач відділення інтенсивної терапії лікарні Бергамо заявив, що у колишніх хворих, які лікувалися від COVID-19, виникли серйозні довгострокові проблеми зі здоров'ям.
Кількість випадків хвороби в країні досягла 100 тисяч у березні, 200 тисяч у квітні, 300 тисяч у вересні, 600 тисяч у жовтні та 1,6 мільйона в листопаді.

### Джерсі
Перший випадок хвороби на Джерсі було зареєстровано 10 березня 2020 року, що призвело до скасування авіарейсів і поромів протягом декількох днів, за винятком життєво необхідних поїздок і вантажів, таким чином ізолювавши острів до кінця березня. Станом на 30 червня активних випадків не було, хоча з того часу на остріві спостерігалися невелика кількість завезених випадків, а карантинні заходи були пом'якшені та дозволені поїздки. 14 жовтня було запущено додаток для виявлення контактних осіб. У листопаді 2020 року кількість випадків місцевої передачі вірусу зросла з 600 до 1000, що призвело до ще одного карантину.

### Косово
Перші 2 випадки хвороби в Косово були зареєстровані 13 березня 2020 року. За десятиденний період 13–23 березня кількість випадків інфікування коронавірусом зросла до 35. Опівночі 23 березня було підтверджено 26 нових випадків, загальна кількість випадків зросла до 61. 25 березня уряд розпався через вотум недовіри прем'єр-міністру Альбіну Курті.

### Латвія
Перший випадок хвороби було зареєстровано в Латвії 2 березня 2020 року в особи, яка повернулася з-за кордону.
13 березня 2020 року уряд оголосив надзвичайний стан із низкою заходів епідеміологічної безпеки та обмежень, насамперед обмеженням зібрань, пересування, відвідування більшості громадських місць та навчальних закладів. Оскільки кількість нових підтверджених випадків залишалася в межах низького двозначного діапазону за день, надзвичайний стан періодично продовжували до середини 2020 року, коли кількість підтверджених випадків інфікування впала майже до нуля, а надзвичайний стан закінчився 9 червня 2020 року. Більшість обмежень було знято.
Кількість випадків знову зросла до кінця вересня, від кількох десятків на день до кількох сотень до листопада, і багато обмежень було відновлено та посилено, та запроваджено низку нових обмежень. Зрештою 9 листопада 2020 року було відновлено новий надзвичайний стан із посиленням правил і обмежень, а до кінця листопада кількість випадків за день сягнула близько тисячі. На початку 2021 року кількість випадків продовжувала зростати, і надзвичайний стан було продовжено до 6 квітня 2021 року. Програма вакцинації розпочалася на початку 2021 року.
Станом на 21 січня 2023 року в Латвії було введено 2974692 дози вакцини проти COVID-19.

### Ліхтенштейн
Перший випадок хвороби в Ліхтенштейні було зареєстровано 3 березня 2020 року.

### Литва
Перший випадок в Литві було зареєстровано 28 лютого 2020 року. Станом на 17 березня було зареєстровано 21 випадок, переважно у Вільнюсі, Каунасі та Клайпеді. Перший інфікований литовець одужав 14 березня. Кількість випадків сягнула 2 тисячі у липні, 10 тисяч у жовтні та 50 тисяч у листопаді 2020 року.

### Люксембург
Перший випадок хвороби в Люксембурзі був зареєстрований 29 лютого 2020 року. 30 червня 2020 року кількість випадків хвороби перевищила 6600, а 30 вересня — 8500.

### Мальта
7 березня 2020 року Мальта повідомила про перші 3 випадки зараження коронавірусом: італійська сім'я з 12-річної дівчинки та її батьків прибула на Мальту 3 березня з Риму після відпочинку в Трентіно. Приблизно до вересня випадків хвороби було дуже мало; з максимальною кількістю випадків на день близько 30. Але потім на Мальті спостерігалась велика хвиля заражень, і кількість випадків становила понад 100 на день, з найвищим показником за один день у 510 випадків. Пізніше в травні 2021 року кількість випадків хвороби на Мальті почали зменшуватися, і станом на 20 червня 2021 року в країні при загальній кількості понад 30 тисяч випадків хвороби було трохи менше 50 активних випадків хвороби.

### Молдова
Перший випадок хвороби в Молдові було зареєстровано 7 березня 2020 року, коли молдованка, яка повернулася з Італії, отримала позитивний результат тесту на новий коронавірус. Оскільки кількість інфікованих почала зростати протягом наступних днів, парламент 17 березня 2020 року оголосив надзвичайний стан на всій території Республіки Молдова на 60 днів (з 17 березня по 15 травня 2020 року).
15 травня 2020 року, в останній день надзвичайного стану, оголошеного парламентом 17 березня 2020 року, Надзвичайна національна комісія з охорони здоров'я оголосила надзвичайний стан у сфері охорони здоров'я на всій території Молдови на період з 16 травня до 30 червня 2020. 9 червня 2020 загальна кількість підтверджених випадків перевищила 10 тисяч. 1 вересня 2020 року кількість померлих перевищила 1000.
Процес вакцинації розпочався 2 березня 2021 року вакциною AstraZeneca, переданою Молдові Румунією.

### Монако
Перший випадок хвороби в Монако був зареєстрований 29 лютого 2020 року.

### Чорногорія
Поширення COVID-19 у Чорногорії призвело до 251133 підтверджених випадків хвороби і 2654 смертей.
Перший випадок хвороби в Чорногорії було підтверджено 17 березня 2020 року, що зробило її останньою європейською країною, де було зареєстровано інфікування SARS-CoV-2. 24 травня 2020 року, через 68 днів після реєстрації першого випадку в Чорногорії, вона стала першою країною в Європі, вільною від COVID-19. Під час першого спалаху завезені випадки становили 9 % від загальної кількості зареєстрованих, 80 % випадків були інфіковані внаслідок контакту з первинними випадками, тоді як походження інфікування інших 11 % випадків не було визначено. Уряд Чорногорії підрахував, що країні потрібно 59,2 мільйонів євро приватної та міжнародної допомоги для подолання наслідків COVID-19 для здоров'я, соціального та економічного розвитку.
У Чорногорії не було активних випадків з 24 травня до 14 червня 2020 року, коли було повідомлено про перший завезений випадок.
Станом на 3 грудня 2022 року в Чорногорії було введено 523735 доз вакцини проти COVID-19.

### Нідерланди
27 лютого 2020 року в Нідерландах зареєстровано перший випадок хвороби в чоловіка, який перебував у регіоні Ломбардія в Італії. 6 березня Нідерландський інститут громадського здоров'я повідомив про першу смерть у країні. 9 березня інститут громадського здоров'я повідомив про ще 56 підтверджених випадків на додаток до загальної кількості 77 інфікованих, заявлених за попередній день, загальну кількість випадків до 321 інфікованих і 3 померлих.
15 березня представник уряду Нідерландів оголосив на прес-конференції, що всі школи, дитячі садки, коледжі, університети та університети прикладних наук будуть закриті до 6 квітня, хоча діти батьків, які працюють у життєво важливих галузях, все ще можуть ходити до школи або закладу денного перебування, якщо про них не можна подбати інакше.
Станом на 16 березня загальна кількість підтверджених випадків COVID-19 зросла до 1413, а загальна кількість підтверджених смертей зросла до 24. Це на 278 випадків зараження та 4 смерті більше порівняно з 15 березня.
Того ж дня прем'єр-міністр Нідерландів Марк Рютте оголосив, що країна не вводитиме повного карантину. Натомість ситуацію можна максимально контролювати, затримуючи поширення вірусу, спираючись на заходи, вжиті урядом раніше, такі як соціальне дистанціювання та заборона зібрань 100 і більше осіб. Очікувалося, що коронавірус продовжить поширюватися, і значна частина населення буде інфікована. Замість того, щоб закривати Нідерланди на необхідний час, що матиме багато негативних наслідків, а переваги залишаться невизначеними, буде зроблена спроба створити колективний імунітет контрольованим чином. Залежно від того, як поведе себе вірус, уряд буде вирішувати, чи потрібні додаткові заходи.
Подальші заходи були запроваджені 23 березня. Усі громадські заходи були заборонені до 1 вересня. Заборонялося збиратися більше ніж 3 особам, окрім сімей. Мери міст отримали більше повноважень щодо забезпечення виконання карантинних розпоряджень. На тих, хто не дотримувався нових правил, накладалися штрафи.
Кількість випадків хвороби в країні сягнула 10 тисяч у березні 2020 року, 50 тисяч у червні 2020 року, 100 тисяч у вересні 2020 року, 500 тисяч у листопаді 2020 року та 1 мільйона у лютому 2021 року.

### Північна Македонія
26 лютого 2020 року в Північній Македонії було підтверджено перший випадок хвороби в жінки, яка повернулася з Італії. 10 березня всі школи, дитячі садки та університети були закриті. Станом на 5 квітня 2021 року в країні було зареєстровано 134867 випадків хвороби, 3940 смертей і 109297 одужань.
Щоб зупинити поширення хвороби, в країні введено сувору 61-годинну комендантську годину кожні вихідні. На свята, зокрема на Великдень, у країні діяла 85-годинна комендантська година. Крім того, надзвичайний стан, який закінчився, було продовжено ще на 14 днів до 30 травня, а потім знову на 14 днів до 13 червня.

### Норвегія
26 лютого 2020 року в Норвегії підтверджено перший випадок хвороби в особи, яка повернулася з Китаю минулого тижня. 7 березня в Норвегії було 147 підтверджених випадків хвороби. Більшість випадків могли бути пов'язані зі спалахами хвороби за кордоном або з близькими контактами з ними. Загалом під час поїздки до Італії заразилися 89 осіб.
12 березня 2020 року всі дитячі садки, школи, коледжі та університети були закриті принаймні до 26 березня 2020 року.

### Польща
У лютому та березні 2020 року органи охорони здоров'я Польщі провели лабораторне тестування ймовірних випадків зараження SARS-CoV-2, а також осіб на домашньому карантині та під наглядом. 4 березня 2020 року було повідомлено про перший лабораторно підтверджений випадок у Польщі у чоловіка, госпіталізованого в Зеленій Гурі. 10 березня 2020 року Всесвітня організація охорони здоров'я повідомила про місцеву передачу SARS-CoV-2 у Польщі. 12 березня 2020 року зареєстровано першу смерть від коронавірусної хвороби в Польщі у 57-річної жінки.
Польська влада не брала участі в тендерній процедурі Європейського Союзу на закупівлю медичного обладнання, пов'язаного з пандемією COVID-19, до 17 березня 2020 року.
10–12 березня 2020 року було запроваджено обмежувальні заходи типу локдауну, закрито школи та університетські класи, офіси, та скасовані масові заходи, а 25 березня були посилені, обмеживши несімейні зібрання двома людьми та релігійні зібрання до 6 осіб, та заборонено нетермінові поїздки. 20 березня 2020 року міністерство охорони здоров'я офіційно оголосило про епідемію, і того ж дня намагалося перешкодити медичному персоналу коментувати її перебіг. Польський омбудсмен Адам Боднар захистив право медичного персоналу публічно говорити про епідемію на конституційних засадах свободи слова та права громадян на інформацію. Лікарі виступили проти самоцензури.
Обмеження карантину було посилено 31 березня 2020 року урядовою постановою, згідно з якою люди, які ходять вулицями, повинні перебувати на відстані 2 метрів один від одного, закрито парки, бульвари, пляжі, перукарні та салони краси, а також заборонено неповнолітнім без супроводу виходити з дому. Обмеження були пом'якшені з 20 квітня, що дозволило проводити релігійні зібрання та похорони за участю до 50 осіб.
Починаючи з 1 квітня 2020 року летальні випадки, які були клінічно або епідеміологічно діагностовані як COVID-19 (U07.2), також розглядалися національним інститутом громадського здоров'я як смерті від COVID-19.

### Португалія
2 березня 2020 року були підтверджені перші 2 випадки хвороби в Португалії, обидва в місті Порту. Один з хворих був лікарем, який повернувся з відпустки на півночі Італії, а інший — робітником з Іспанії.
18 березня президент республіки Марселу Ребелу де Соза оголосив надзвичайний стан на всій території Португалії на наступні 15 днів з можливістю продовження, вперше після Революції гвоздик у 1974 році.
24 березня уряд Португалії визнав, що більше не може стримувати поширення COVID-19, оскільки хвороба швидко поширюється і 26 березня карантин перейде у «фазу пом'якшення».
Кількість випадків хвороби досягла 10 тисяч у квітні, 100 тисяч у жовтні та 300 тисяч у грудні.

### Румунія
Перший випадок хвороби в Румунії зареєстровано 26 лютого 2020 року в повіті Горж. Станом на 31 січня 2022 року Національний інститут громадського здоров'я повідомив про близько 2,2 мільйона випадків, 1,8 мільйона одужань і 60 тисяч смертей, пов'язаних із COVID-19. Було оброблено понад 11,7 мільйона ПЛР-тестів RT-PCR і понад 7,3 мільйона швидких тестів на антиген.
Кампанія вакцинації проти COVID-19, яка є частиною глобальних заходів із уповільнення поширення хвороби, розпочалася 27 грудня 2020 року. Станом на 27 січня 2022 року понад 50 % відповідного населення країни отримали принаймні одну дозу вакцини проти COVID-19.. Станом на 21 січня 2023 року в Румунії було введено 16102916 доз вакцини проти COVID-19.

### Росія
Росія запровадила ранні профілактичні заходи для стримування поширення COVID-19 у країні шляхом запровадження карантину, проведення рейдів для виявлення потенційних носіїв вірусу, та використання сучасних технологій розпізнавання облич для введення карантинних заходів.
2 березня 2020 року було зареєстровано перший випадок хвороби на заході Росії в Московській області. Раніше 31 січня Росія підтвердила перші 2 випадки в своїй азійській частині, один у Тюменській області, та інший у Забайкальському край. Обидва були громадянами Китаю, які вже одужали.
7 березня було підтверджено 4 нових випадки хвороби, 3 в Липецьку і один в Санкт-Петербурзі. Усі хворі відвідали Італію за попередні 2 тижні.
8 березня було підтверджено 3 нові випадки хвороби в Москві, Бєлгородській та Калінінградській областях. Всі хворі повернулися з Італії.
10 березня 2020 року мер Москви Сергій Собянін підписав розпорядження про заборону масових заходів у Москві за участю понад 5 тисяч осіб з 10 березня по 10 квітня.
Станом на 15 квітня 2020 року випадки хвороби були підтверджені у всіх суб'єктах на заході Росії з виявленням першого випадку в Ненецькому автономному окрузі.

### Сан-Марино
27 лютого 2020 року в Сан-Марино підтвердився перший випадок хвороби у 88-річного чоловіка із хронічними захворюваннями, який прибув з Італії. Його госпіталізували до лікарні в італійському місті Ріміні. Станом на 25 березня 2020 року із 700 підтвердженими випадками хвороби на 33344 жителів (станом на 2018 рік) Сан-Марино стало країною з найвищим відсотком підтверджених випадків на душу населення — 2,1 %, або 1 підтверджений випадок на 48 жителів. Крім того, з 42 підтвердженими смертями країна мала найвищий показник підтверджених смертей на душу населення — 0,126 % від загальної кількості населення, або 1 смерть на 794 жителя.

### Сербія
29 лютого 2020 року у місті Валєво в Сербії після приватної вечірки за участю гостя з Австрії, який раніше перебував в Італії, сталося масове зараження хворобою. 6 березня міністр охорони здоров'я Сербії Златібор Лончар підтвердив перший випадок хвороби в Сербії в особи, яка їздила до Будапешта. 15 березня президент Александар Вучич і уряд Сербії запровадили в країні надзвичайний стан. Через 2 дні було запроваджено комендантську годину та карантин для запобігання масового зараження.

### Словаччина
6 березня 2020 року в Словаччині підтверджено перший випадок хвороби в 52-річного чоловіка із маленького села поблизу Братислави. Протягом останніх тижнів він нікуди не їздив, але його син, у якого не було жодних симптомів, відвідав Венецію. 7 березня хвороба також була підтверджена в його дружини та сина.
У жовтні 2020 року Словаччина почала реалізацію короткотермінової програми масового тестування для обстеження на COVID-19 двох третин своїх громадян.

### Словенія
4 березня 2020 року був зареєстрований перший випадок хвороби в Словенії в чоловіка віком близько 60 років, який повернувся з Марокко кількома днями раніше через Італію, і був госпіталізований до лікарні в Любляні. 6 березня було зареєстровано загалом 8 випадків хвороби, 3 з них були медичними працівниками, які заразилися коронавірусом під час відпочинку в Італії. Станом на 9 березня зараження було підтверджено у 16 осіб.

### Іспанія
31 січня 2020 року виявлено перший випадок хвороби в Іспанії на острові Гомера в Канарському архіпелазі. У туриста з Німеччини підтвердився позитивний результат тестування на коронавірус, і його госпіталізували до університетської лікарні Нуестра Сеньйора де Канделарія. 19 лютого 2500 футбольних уболівальників із Валенсії відвідали гру Ліги чемпіонів у Бергамо, одній із гарячих точок спалаху хвороби в Італії.
24 лютого в лікаря з італійського регіону Ломбардія, який відпочивав на Тенерифе, підтвердився позитивний результат тестування на коронавірус в університетській лікарні Нуестра Сеньйора де Канделарія.. Після цього на Тенерифе було виявлено кілька випадків хвороби в осіб, які контактували з цим лікарем. Інші випадки в осіб, які відвідали Італію, також були виявлені на материковій частині Іспанії.
У суботу, 14 березня, уряд Іспанії запровадив загальнонаціональний карантин, заборонив усі нетермінові поїздки та оголосив, що компанії можуть бути виключені з карантину, щоб гарантувати постачання. Хоча університети та школи були закриті на початку того тижня, але бари та парки продовжували бути відкритими для відвідувачів, а через повільне прийняття закону частина населення Мадрида та інших міст розїхалася по країні. Станом на 17 березня 2020 року в Іспанії було 11826 підтверджених випадків хвороби, з них 1028 одужали та 533 померли.
28 березня уряд Іспанії посилив загальнонаціональний карантин, та розпорядився всім працівникам не життєво необхідних закладів залишатися вдома протягом наступних 2 тижнів. Майже 900 тисяч осіб втратили роботу в Іспанії після карантину в середині березня 2020 року. Громадський транспорт також сильно постраждав від карантину та суворих обмежень, встановлених урядом. Проаналізовано зв'язок між особами, які продовжили користуватися міським автобусом, та характеристиками підходів до зупинки.
10 січня 2022 року прем'єр-міністр Іспанії Педро Санчес ініціював дебати в Європейському Союзі щодо розгляду COVID-19 як «ендемічного захворювання», а не як пандемії. Він запропонував перейти до системи моніторингу як при грипі на тлі зменшення смертності та госпіталізацій на європейському континенті.

### Швеція
31 січня 2020 року в Швеції підтверджено перший випадок хвороби в 20-річної жінки, яка відвідала Ухань, після чого в неї підтвердився позитивний результат тесту на коронавірус, і її госпіталізували до лікарні округу Рихов у Єнчепінгу.
26 лютого, після спалаху в Італії та Ірані, у Швеції з'явилися кластери захворювання, що походять з цих двох країн. Декілька осіб у Вестра-Йоталанді, Єнчепінгу, Стокгольмі та Уппсалі мали позитивний результат тестування на коронавірус, і були госпіталізовані до відділень інфекційних хвороб у відповідних округах.
Перша смерть у країні зареєстрована 11 березня, у Стокгольмі помер чоловік старше 60 років, який мав інші захворювання до інфікування.
З 12 березня національна стратегія тестування полягала в обстеженні лише людей похилого віку, важкохворих та медичного персоналу. Офіційна рекомендація щодо легких симптомів станом на 13 березня полягала в тому, щоб залишатися вдома та не звертатися до медичного закладу. Це призвело до того, що статистичні дані стали менш точними.
Станом на 14 березня повідомляється про 924 інфікованих. Міністерство закордонних справ Швеції рекомендувало утриматися від нетермінових поїздок за кордон.
22 січня 2021 року міністерство юстиції Швеції запровадило заборону на прибуття з Данії та Великої Британії через мутацію SARS-CoV-2.

### Швейцарія
25 лютого 2020 року, після початку спалаху в Італії, у Швейцарії виявлено перший випадок хвороби в 70-річного чоловіка з італомовного кантону Тічино, який до цього відвідав Мілан. Згодом було виявлено численні випадки хвороби, пов'язані з кластерами в Італії, у багатьох кантонах, зокрема Базель-Штадт, Цюрих і Граубюнден. Було також підтверджено численні окремі випадки, не пов'язані з італійськими кластерами.
28 лютого Федеральна рада Швейцарії оголосила про негайну заборону на всі заходи з понад 1000 учасників.
Станом на 10 березня у Швейцарії було 500 підтверджених випадків хвороби. 16 березня 2020 року Федеральна рада оголосила про подальші заходи, та переглянула свою постанову. Нові заходи включали закриття барів, магазинів та інших місць скупчення людей до 19 квітня, але залишали відкритими деякі життєво необхідні заклади, такі як продуктові магазини, аптеки, (зменшений по навантаженню) громадський транспорт і поштові служби. Ці заходи було продовжено до 26 квітня 2020 року.
23 грудня, після несподівано швидкої авторизації швейцарським регуляторним агентством вакцини Pfizer–BioNTech проти COVID-19, вакцинальна кампанія розпочалась у кількох кантонах. 90-річна жінка з кантону Люцерн стала першою вакцинованою особою в континентальній Європі за межами Росії. Очікувалося, що всі кантони розпочнуть вакцинацію до 11 січня 2021 року.

### Туреччина
Перший випадок хвороби в Туреччині був зареєстрований 11 березня 2020 року, коли мешканець країни повернувся додому з поїздки до Європи. Перша смерть від COVID-19 в країні сталася 15 березня 2020 року. Туреччина виділялася з-поміж решти Європи тим, що не запроваджувала законодавчо локдаун до квітня 2021 року, коли країна запровадила свої перші загальнонаціональні обмеження. Уряд залишав відкритими багато підприємств, і дозволяв компаніям встановлювати власні правила для працівників.
Турецька система охорони здоров'я має найбільшу кількість ліжок інтенсивної терапії у світі — 46,5 ліжок на 100 тисяч осіб (порівняно з 9,6 у Греції, 11,6 у Франції та 12,6 в Італії). Станом на 3 травня 2021 року спостережуваний рівень смертності в Туреччині становив 0,84 %, що є 148-мим показником у світі. Цьому низькому рівню смертності знайшли різні пояснення, зокрема відносна рідкість будинків пристарілих, сприятливі демографічні показники, довготривала практика відстеження контактів, велика кількість відділень інтенсивної терапії, загальнодоступне медичне обслуговування, та карантинний режим, що призвело до більшої частки випадків хвороби серед дорослих працездатного віку. Але згідно з академічним дослідженням The International Journal of Health Planning and Management від серпня 2020 року, уряд Туреччини занижував статистичні дані щодо COVID-19.
30 вересня 2020 року міністр охорони здоров'я Туреччини Фахреттін Коджа визнав, що з 29 липня зареєстрована кількість випадків була обмежена випадками з вираженими симптомами хвороби, які вимагали моніторингу, згідно з порадою Турецької медичної асоціації. Ця практика припинилася 25 листопада, коли міністерство почало повідомляти про безсимптомні випадки та випадки з помірними симптомами поряд із випадками з вираженими симптомами.

### Україна
За час епідемії коронавірусної хвороби в Україні зареєстровано 5518385 випадків COVID-19 і 109904 смертей.
Перший випадок хвороби в Україні був зареєстрований 3 березня 2020 року, коли в Чернівецькій області госпіталізували чоловіка, який прибув з Італії до Румунії літаком, а потім приїхав в Україну на автомобілі.
20 березня 2020 року в Київській, Чернівецькій, Житомирській, Дніпропетровській, Івано-Франківській областях та місті Києві оголошено надзвичайну ситуацію.
Нові зараження та смерті почали бити рекорди до кінця жовтня 2021 року. До того часу в Україні загалом було зареєстровано 2,8 мільйона випадків коронавірусу та 64 936 смертей, пов'язаних із COVID-19.
Програма вакцинації в Україні розпочалася 24 лютого 2021 року, і з цього дня до 12 вересня 2021 року в Україні було зроблено 10710944 щеплення (тобто 18 % дорослого населення України були щеплені проти COVID-19). Близько 44 % з тих, хто отримав щеплення, були повністю вакциновані. В опитуванні в серпні 2021 року 56 % українців не планували робити щеплення.
Статистичні дані щодо окупованих та анексованих Росією Автономної Республіки Крим і міста Севастополя, а також окупованих територій Донецької та Луганської областей на сході України не наводяться державними органами України, та не включені до загальних даних по країні.
З початку російського вторгнення в Україну міністерство охорони здоров'я України більше не робило жодних прес-релізів щодо COVID-19, а останні підрахунки були за 23 лютого 2022 року. Унаслідок цього щоденні даніи відображаються в різних діаграмах як нульові. Наприкінці травня 2022 року головний державний санітарний лікар Ігор Кузін заявив, що з початку вторгнення було проведено понад 750 досліджень на коронавірус, і спалахів COVID-19 в Україні найближчим часом не очікується. 1 липня 2023 року міністерство охорони здоров'я знизило рівень небезпеки коронавірусної хвороби до рівня звичайних респіраторних захворювань і скасувало всі надзвичайні заходи, пов'язані з нею.

### Велика Британія
У грудні 2019 року у 84-річного Пітера Етвуда з Чатема в англійському графстві Кент розвинулася респіраторна хвороба незрозумілого походження. Стан хворого погіршився, і 7 січня 2020 року він був госпіталізований до лікарні, де залишався до своєї смерті 30 січня 2020 року. Контрольне дослідження легеневої тканини, взяте під час посмертного обстеження Пітера, показало, що на момент смерті він мав COVID-19. Найімовірніше, Пітер Етвуд став першою відомою жертвою коронавірусної хвороби у Великій Британії. Еттвуд не виїжджав за кордон.
31 січня 2020 року Англія підтвердила перші два випадки хвороби, обидва члени сім'ї громадян Китаю, які проживали в готелі в Йорку, були доставлені в спеціалізовані установи в Ньюкасл-апон-Тайн. Після цього по всій Великій Британії було виявлено кілька підтверджених випадків. Уряд Великої Британії запровадив профілактичні заходи для стримування поширення інфекції, які включали відстеження контактів, ізоляцію та тестування, деякі з яких були пов'язані з кластерами в Італії. Національна служба охорони здоров'я створила центри скринінгу в кількох лікарнях для тестування осіб, які мають симптоми хвороби.
2 березня міністри схвалили план дій міністерства охорони здоров'я та соціального забезпечення щодо COVID-19, у якому визначено поточні дії, майбутні заходи, співпрацю між уповноваженими політичними органами та органами охорони здоров'я, а також рівень готовності чотирьох національних органів країни, які надають медичні послуги. Уряд окреслив цілі щодо проведення поетапних дій для стримування, затримки та зменшення наслідків будь-якого спалаху, використовуючи наукові дослідження для розробки своєї політики.
23 березня було повідомлено, що у Великій Британії запроваджено загальнонаціональний карантин. Жителям країни рекомендували залишатися вдома, за винятком необхідних покупок і однієї години фізичних вправ на день. Ці заходи набули чинності 26 березня і діяли до 1 червня, коли заходи були пом'якшені, що дозволило учням початкових класів і студентам повернутися до навчальних закладів з деякими обмеженнями. Ці заходи знову пом'якшилися 15 червня, коли вперше з березня вдалося відкрити роздрібні магазини та атракціони.
25 березня парламент Великої Британії законодавчо надав уряду та владі надзвичайні повноваження для боротьби з пандемією COVID-19, такі як повноваження обмежувати громадські зібрання, наказувати закрити заклади, та можливість затримувати осіб, підозрюваних у зараженні коронавірусом. Закон про коронавірус 2020 року отримав королівське схвалення 25 березня, і того ж дня набув чинності.
5 квітня прем'єр-міністр Великої Британії Борис Джонсон був госпіталізований після позитивного результату тесту на COVID-19 10 днів тому. Наступної ночі його госпіталізували в реанімацію, після того як його стан ще більше погіршився. 12 квітня він залишив лікарню.
Національна служба охорони здоров'я отримала доступ до екстрених запасів засобів індивідуального захисту, а хворих, яким не потрібно було залишатися в лікарні, за потреби переміщували до інтернатних закладів. Проте необхідності мати негативний тест на COVID-19 до того, як пацієнтів перевели в ці заклади, не було, це було потрібно лише з 15 квітня. 15 травня уряд схвалив перше законодавство про соціальну допомогу, яке допомогло забезпечити персоналу доступ до відповідних засобів індивідуального захисту, і захистити як тих, хто працює, так і тих, хто проживає в будинках для людей похилого віку.
Станом на 6 травня загальна кількість випадків хвороби в країні становила 201101; загальна кількість зареєстрованих смертей у всіх частинах країни становила 30076, що було найвищим показником у Європі та другим за показником у всіх країнах після США. За оцінками, на мешканців будинків престарілих припадало 30–40 % цих смертей, при цьому соціальні працівники мали вдвічі більше шансів померти від COVID-19, ніж населення в цілому. Однак кількість смертей не продовжувала зростати протягом літа, і станом на 1 серпня 2020 року в Бразилії та Мексиці стало більше смертей.
Протягом серпня та вересня кількість заражень за добу почала значно зростати, хоча рівень смертності залишався досить низьким. 22 вересня 2020 року Борис Джонсон оголосив про зміни в обмеженнях, які передбачали примусове закриття пабів, барів і ресторанів до 22:00 в Англії, а також так зване «правило шести», згідно з яким не більше 6 осіб повинні зустрічатися разом. У жовтні голова уряду Шотландії оголосила про нові обмеження, які означали, що деякі райони країни, зокрема Единбург, повинні були закрити бари, паби та повернутися до самообслуговування. Виконавча влада Північної Ірландії, яка також контролює політику охорони здоров'я, посилила обмеження, щоб наблизити їх до карантину, подібно до цього, як зробив Уельс, про що повідомив голова уряду Уельсу. Також стало відомо, що комітет вчених видання «SAGE» порадив Борису Джонсону провести короткий локдаун ще 21 вересня. Місто Ліверпуль перевели на карантин вищого рівня, що означає жорсткіші обмеження, але не дотягує до повного карантину. На той час у Великій Британії було зареєстрованоо понад 40 тисяч смертей.
5 листопада Велика Британія була змушена ввести другий загальнонаціональний карантин через зростання кількості випадків захворювання та госпіталізацій. Після завершення карантину 2 грудня кількість випадків знову почала зростати, і станом на 11 грудня 2020 року було зареєстровано понад 70 тисяч смертей від COVID-19. 4 січня 2021 року прем'єр-міністр Борис Джонсон звернувся до нації з оголошенням про третій локдаун. Того дня країну було закрито внаслідок стрімкого зростання кількості випадків хвороби та смертей, спричинених новим більш заразним варіантом COVID-19, який поширювався Великою Британією.
Велика Британія рано почала вакцинацію населення проти COVID-19. Перша вакцина, вакцина Pfizer—BioNTech проти COVID-19, була схвалена для використання у Великій Британії 2 грудня 2020 року, перша з 800 тисяч негайно доступних доз була введена 8 грудня. Другою вакциною, схваленою для використання у Великобританії, була вакцина AstraZeneca проти COVID-19, яка була схвалена для використання 30 грудня 2020 року, перша доза цієї вакцини була введена 4 січня 2021 року. Третя вакцина, вакцина Moderna, була схвалена для використання у Великій Британії 8 січня 2021 року, а перша доза її була введена в Уельсі 6 квітня.

### Ватикан
Святий Престол повідомив про перший випадок інфікування коронавірусом у Ватикані 7 березня 2020 року. На відміну від інших юрисдикцій, які повідомляють про випадки на певній території або про випадки жителів чи громадян території, Святий Престол повідомляє про випадки «у Державі Ватикан та у співробітників Святого Престолу» незалежно від місця проходження тестування, лікування чи проживання. Було зареєстровано 29 підтверджених випадків COVID-19 серед жителів і співробітників Ватикану; смертей внаслідок COVID-19 не зареєстровано. Серед 29 випадків 10 були зареєстровано у співробітників, 1 новоприйнятого працівника і 1 у жителя Ватикану. Станом на 6 червня 2020 року у всі інфікованих був негативний результат повторного тестування. У середині жовтня було повідомлено про спалах серед службовців Швейцарської гвардії Святого Престолу, станом на 15 жовтня загалом було зареєстровано 11 випадків хвороби.
Наприкінці лютого 2020 року папа Франциск захворів із симптомами застуди, але тест на COVID-19 у нього дав негативний результат. 14 січня 2021 року було повідомлено, що і він, і папа-емерит Бенедикт XVI отримали першу дозу вакцини. Другу дозу вакцини вони отримали в лютому.

## Заходи і критика

### Іммігранти та біженці
Європейський Союз закрив кордони для іноземців 17 березня. Наступного дня Греція ввела обмеження на пересування біженців у таборах. Тисячі шукачів притулку жили у переповнених таборах, і виникли побоювання, що за таких умов епідемію неможливо буде контролювати. Прем'єр-міністр Греції Константінос Міцотакіс заявив, що Європа повинна зробити більше, щоб допомогти, оскільки Греція «не може вирішити цю кризу миттєво і самотужки». Неназвані грецькі чиновники висловили стурбованість тим, що Туреччина може відправити інфікованих біженців і мігрантів на острови. На початку квітня Мальта та Італія закрили свої порти для суден, що перевозили шукачів притулку з Північної Африки.

### Вакцинація
На початку 2021 року голову комісії ЄС Урсулу фон дер Ляєн критикували за повільне проведення вакцинації в ЄС, і вона зазначила, що ЄС «пізно схвалив вакцини», і сказала, що замовлення вакцин від імені держав-членів було «правильним вчинком». Деякі країни не рекомендували вакцину AstraZeneca через побоювання щодо утворення тромбів. Станом на 20 червня 2021 року майже половина населення Європейського Союзу отримала принаймні одну дозу щеплення від COVID-19.
У листопаді 2021 року дослідження ЄЦКЗ підрахувало, що з початку розгортання вакцинації в європейському регіоні було врятовано 470 тисяч життів осіб, старших 60 років.

### Колективний імунітет від COVID-19 в Ісландії
23 лютого 2022 року міністерство охорони здоров'я Ісландії скасувало всі обмеження, які залишилися через COVID-19, включаючи обмеження на скупчення людей, обмежений час роботи барів і обмеження на кордоні. Прийнявши підхід колективного імунітету, міністерство заявило, що «широко розвинений опір суспільства COVID-19 є основним шляхом виходу з епідемії», і «щоб досягти цього, якомога більше людей має бути інфіковано вірусом, вакцин недостатньо, хоча вони забезпечують хороший захист від серйозних захворювань».

### Критика

#### Заборона на поїздки та закриття кордонів
Хоча до 7 березня деякі європейські політики, зокрема Марін Ле Пен у Франції, закликали до тимчасового закриття внутрішніх кордонів Європи, до 13 березня Європейський Союз продовжував відкидати ідею призупинення Шенгенської зони вільного пересування та запровадження прикордонного контролю з Італією. Заступник лідера швейцарської Ліги Тічіно Лоренцо Квадрі 29 лютого розкритикував це рішення, сказавши: «Викликає тривогу те, що догма широко відкритих кордонів досі вважається пріоритетом». Президент США Дональд Трамп заявив, що до 12 березня Європейський Союз «не зміг вжити тих самих запобіжних заходів і не обмежив поїздки з Китаю та інших гарячих точок», які вжили США. Трамп також сказав, що «в результаті велика кількість нових кластерів у Сполучених Штатах була засіяна мандрівниками з Європи». Дослідження геномів коронавірусу показує, що більшість випадків COVID-19 у Нью-Йорку походять від європейських мандрівників, а не безпосередньо з Китаю чи будь-якої іншої азійської країни.
9 березня прем'єр-міністр Чехії Андрей Бабіш заявив, що «європейські країни не можуть заборонити в'їзд громадян Італії на територію Шенгенської зони. Єдиний можливий спосіб — це закликати прем'єр-міністра Італії своїх співгромадян утриматися від поїздок до інших країн Європейського Союзу».
Після того, як Словаччина, Данія, Чехія та Польща оголосили про повне закриття своїх національних кордонів, президент Європейської комісії Урсула фон дер Ляєн 12 березня 2020 року заявила, що «певний контроль може бути виправданим, але загальні заборони на поїздки Всесвітньою організацією охорони здоров'я не вважаються найефективнішими. Крім того, вони мають сильний соціальний та економічний вплив, вони руйнують життя людей і бізнес через кордони». Лідери Європейського Союзу засудили рішення США обмежити поїздки з Європи до Сполучених Штатів. Президент Європейської Ради Шарль Мішель і Урсула фон дер Ляєн заявила у спільній заяві: «Європейський Союз не схвалює той факт, що рішення США ввести заборону на поїздки було прийнято в односторонньому порядку і без консультацій». Урсула фон дер Ляєн 17 березня визнала, що «всі ми, хто не є експертами, спочатку недооцінили коронавірус».
Станом на 22 лютого 2021 року Велика Британія заборонила прямі рейси з 33 країн, включаючи Португалію, ПАР, Перу та Об'єднані Арабські Емірати. Усім особам, які в'їздять до Великої Британії непрямими авіарейсами, наказано пройти 10-денний карантин у визначеному готелі. Оскільки пасажири, які прибувають із країн високого ризику з мутантним південноафриканським вірусом (зокрема, ОАЕ та Південна Африка), змішуються з іншими прибулими, перш ніж дістатися до місця проживання, ця заборона на поїздки піддається значній критиці.

#### Солідарність ЄС
Уряд Італії розкритикував відсутність солідарності ЄС з Італією. Видання «Politico» повідомило 7 березня, що «країни ЄС наразі відхиляли прохання Італії про допомогу в боротьбі з коронавірусом, оскільки столиці держав стурбовані тим, що їм може знадобитися зробити запас масок для обличчя та іншого медичного обладнання, щоб допомогти своїм громадянам, про що заявили офіційні особи та дипломати». Посол Італії в ЄС Мауріціо Массарі сказав, що «лише Китай відповів двосторонньо. Звичайно, це не є хорошим знаком європейської солідарності». Президент Сербії Александар Вучич заявив, що «європейської солідарності не існує. Це була казка».
Зрештою, у липні 2020 року Європейська Рада погодилася створити величезний фонд відновлення у розмірі 750 мільярдів євро під брендом «Next Generation EU» (NGEU) для підтримки держав-членів, які постраждали від пандемії COVID-19. Фонд «Next Generation EU» був розрахований на 2021—2023 роки та буде прив'язаний до бюджету ЄС на 2021—2027 роки. Комплексні пакети NGEU та бюджету ЄС досягнуть розміру 1824,3 мільярда євро.
У відповідь на пандемію Група Європейського інвестиційного банку засновує Загальноєвропейський гарантійний фонд обсягом 25 мільярдів євро. Передбачається, що гарантійний фонд залучить до 200 мільярдів євро. Група Європейського інвестиційного банку підписала нову угоду про допомогу на суму 8,6 мільярдів євро для своїх програм реагування на пандемію у 2022 році. Оскільки час згасання пандемії сповільнився, час розподілу для гарантійних товарів у рамках Загальноєвропейського гарантійного фонду (EGF), який була введена в 2020 році, було продовжено до кінця 2022 року.

#### Повільна реакція в Іспанії
Як повідомила газета «The Guardian», спочатку повільна реакція Іспанії на COVID-19 призвела до того, що епідемія стала серйозною, хоча країна не мала сухопутного кордону з Італією чи іншими серйозно постраждалими країнами. Аналіз у виданні Vox припустив, що уряд меншості не хотів ризикувати своєю владою, забороняючи великі зібрання достроково; прем'єр-міністр Педро Санчес спочатку захищав своє рішення дозволити продовження масових зібрань.

#### Військові навчання під час пандемії
Заплановані військові навчання НАТО «DEFENDER-Europe 20» у Німеччині, Польщі та країнах Балтії, найбільші військові маневри НАТО після закінчення холодної війни, мали проводитися в скороченому масштабі через пандемію COVID-19.

#### Обмеження громадянських свобод
Виникло занепокоєння, що заходи, вжиті деякими національними урядами у зв'язку з пандемією COVID-19, матимуть на меті або наслідком обмеження демократії та громадянських свобод і прав. В Угорщині прем'єр-міністр Віктор Орбан отримав майже абсолютні повноваження внаслідок прийняття такого закону 3 квітня 2020 року.

#### Використання наукових порад
24 червня 2020 року головні наукові радники Європейського Союзу оприлюднили заяву, в якій містяться вказівки щодо того, як слід надавати та тлумачити наукові поради під час пандемії. Одним із ключових моментів, зроблених радниками, було те, що вчені повинні чіткіше знати ступінь невизначеності, який характеризує нові докази, на яких базуються їхні поради, наприклад, щодо використання масок. Вони також підкреслили, що наукові консультації мають бути відокремлені від прийняття рішень, і це відокремлення має бути чітко дано політикам.
У квітні 2021 року керівники Товариства дослідження аерозолів попередили, що дебати щодо заходів проти COVID-19 не відповідають поточним науковим знанням. Вони сказали, що захист від зараження має відбуватися насамперед там, де люди проводять час у приміщенні, оскільки «передача вірусів SARS-CoV-2 відбувається майже без винятку в приміщенні».